# FC Saint-Gall
Maillots
Actualités
Le Fussball-Club Sankt-Gallen, abrégé en FC Saint-Gall, est un club de football de la ville de Saint-Gall en Suisse.
Il évolue en Super League et son président est Matthias Hüppi (de).

## Histoire

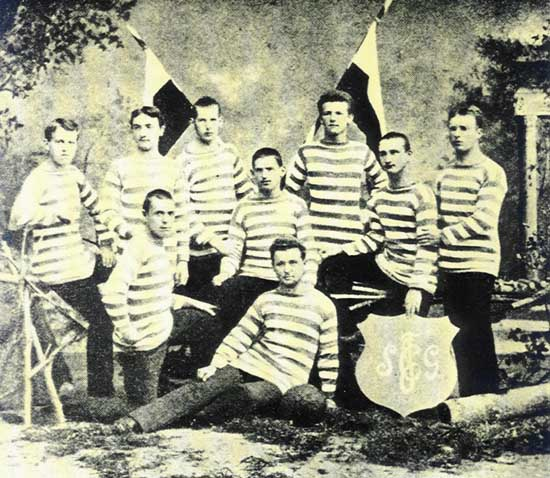
FC Saint-Gall en 1881

En 1879, création du club sous le nom de FC St. Gallen. C’est donc le plus ancien club suisse de football encore existant.
En 1896, le club fusionne avec le FC Viktor St. Gallen et en 1898 avec le FC Phönix St. Gallen.
En 2008, le club est relégué en Challenge League. L'année suivante, à la suite de la destruction de l'Espenmoos, le club inaugure son nouveau stade, l'AFG Arena, et termine l'année avec une moyenne de 12 469 spectateurs, ce qui est un record pour cette catégorie de jeu en Suisse.
Le club est promu en Super League en 2009 et entame la saison par une victoire à guichets fermés contre le plus gros budget de la ligue, le FC Bâle.
En 2011 le club est relégué en Challenge League. La même année le club est sauvé de la faillite, avant de retrouver l'élite la saison suivante en dominant le championnat de Challenge League.

## Bilan sportif

### Palmarès
| Compétitions nationales | Compétitions internationales |
| - Championnat de Suisse : - Champion (2) : 1904 et 2000. - Vice-champion (1) : 2020. - Championnat de Suisse de deuxième division : - Champion (4) : 1949, 1971, 2009 et 2012. - Vice-champion (?) : ?. - Championnat de Suisse de troisième division : - Champion (3) : 1935, 1939 et 1965. - Vice-champion (?) : ?. - Coupe de Suisse : - Vainqueur (1) : 1969. - Finaliste (5) : 1945, 1977, 1998, 2021 et 2022. - Coupe de la Ligue : - Vainqueur (1) : 1978. - Finaliste (1) : 1982. | - Ligue des champions (C1) : - 1 participation. - Coupe des vainqueurs de coupe (C2) : - 1 participation. - Coupe UEFA/Ligue Europa (C3) : - 1 participation. |

### Bilan saison par saison
| Saison    | Championnat      | Championnat | Championnat | Championnat | Championnat | Championnat | Championnat | Championnat | Championnat | Championnat | Championnat | Buteur       | Buteur | Coupe de Suisse | Coupes d'Europe | Coupes d'Europe          |
| Saison    | Div.             | Pos.        | Pts         | M           | V           | N           | D           | BP          | BC          | Diff.       | Affl.       | Nom          | Buts   | Coupe de Suisse | Compét.         | Tour                     |
| --------- | ---------------- | ----------- | ----------- | ----------- | ----------- | ----------- | ----------- | ----------- | ----------- | ----------- | ----------- | ------------ | ------ | --------------- | --------------- | ------------------------ |
| 2005-2006 | Super League     | 6e          | 40          | 36          | 11          | 7           | 18          | 51          | 56          | -5          | 8 589       | Hassli       | 13     | 1/16e de f.     | -               | -                        |
| 2006-2007 | Super League     | 5e          | 55          | 36          | 14          | 13          | 9           | 47          | 44          | +3          | 9 454       | Aguirre (de) | 16     | 1/4 de f.       | -               | -                        |
| 2007-2008 | Super League     | 9e          | 34          | 36          | 9           | 7           | 20          | 39          | 69          | -30         | 10 022      | Aguirre      | 11     | 1/16e de f.     | C4              | 2e tour                  |
| 2008-2009 | Challenge League | 1er         | 78          | 30          | 25          | 3           | 2           | 78          | 22          | +56         | 12 470      | Merenda      | 22     | 1/4 de f.       | -               | -                        |
| 2009-2010 | Super League     | 6e          | 46          | 36          | 13          | 7           | 16          | 53          | 56          | -3          | 14 083      | Costanzo     | 9      | 1/2 f.          | -               | -                        |
| 2010-2011 | Super League     | 10e         | 31          | 36          | 8           | 7           | 21          | 34          | 67          | -33         | 12 762      | Frei         | 7      | 1/8e de f.      | -               | -                        |
| 2011-2012 | Challenge League | 1er         | 64          | 30          | 19          | 7           | 4           | 67          | 31          | +36         | 10 711      | Scarione     | 15     | 1/4 de f.       | -               | -                        |
| 2012-2013 | Super League     | 3e          | 59          | 36          | 17          | 8           | 11          | 54          | 36          | +18         | 14 310      | Scarione     | 21     | 1/8e de f.      | -               | -                        |
| 2013-2014 | Super League     | 7e          | 45          | 36          | 11          | 12          | 13          | 37          | 47          | -10         | 13 388      | Karanović    | 9      | 1/4 de f.       | C3              | Groupes                  |
| 2014-2015 | Super League     | 6e          | 47          | 36          | 13          | 8           | 15          | 57          | 65          | -8          | 13 334      | Karanović    | 9      | 1/2 f.          | -               | -                        |
| 2015-2016 | Super League     | 7e          | 38          | 36          | 10          | 8           | 18          | 41          | 66          | -25         | 12 941      | Aleksić      | 12     | 1/8e de f.      | -               | -                        |
| 2016-2017 | Super League     | 7e          | 41          | 36          | 11          | 8           | 17          | 43          | 57          | -14         | 12 533      | Ajeti        | 10     | 1/8e de f.      | -               | -                        |
| 2017-2018 | Super League     | 5e          | 45          | 36          | 14          | 3           | 19          | 52          | 72          | -20         | 12 614      | Sigurjónsson | 9      | 1/4 de f.       | -               | -                        |
| 2018-2019 | Super League     | 6e          | 46          | 36          | 13          | 7           | 16          | 49          | 58          | -9          | 12 692      | Sierro       | 11     | 1/8 de f.       | C3              | 2e tour de qualification |
| 2019-2020 | Super League     | 2e          | 68          | 36          | 21          | 5           | 10          | 79          | 56          | +23         | 9 626       | Itten        | 19     | 1/16 de f.      | -               | -                        |
| 2020-2021 | Super League     | 7e          | 44          | 36          | 11          | 11          | 14          | 45          | 48          | -3          | 594         | Duah         | 9      | Finale          | C3              | 3e tour de qualification |
| 2021-2022 | Super League     | 5e          |             |             |             |             |             |             |             |             |             | -            |        |                 |                 |                          |
| 2022-2023 | Super League     | 6e          |             |             |             |             |             |             |             |             |             | -            |        |                 |                 |                          |
| 2023-2024 | Super League     | 5e          |             |             |             |             |             |             |             |             |             | -            |        |                 |                 |                          |
| 2024-2025 | Super League     | 8e          |             |             |             |             |             |             |             |             |             | -            |        |                 |                 |                          |

### Bilan européen
Légende
- Vainqueur de la compétition
- Victoire ou qualification pour le tour suivant
- Match nul
- Défaite ou élimination de la compétition

Note : dans les résultats ci-dessous, le score du club est toujours donné en premier.
| Saison    | Compétition         | Tour                | Club                 | Domicile | Extérieur | Total             |
| --------- | ------------------- | ------------------- | -------------------- | -------- | --------- | ----------------- |
| 1969-1970 | Coupe des coupes    | Seizièmes de finale | BK Frem              | 1 - 0    | 1 - 2     | 2E - 2            |
| 1969-1970 | Coupe des coupes    | Huitièmes de finale | Levski Sofia         | 0 - 0    | 0 - 4     | 0 - 4             |
| 1983-1984 | Coupe UEFA          | 32es de finale      | Radnički Niš         | 1 - 2    | 0 - 3     | 1 - 5             |
| 1985-1986 | Coupe UEFA          | 32es de finale      | Inter Milan          | 0 - 0    | 1 - 5     | 1 - 5             |
| 1998      | Coupe Intertoto     | Premier tour        | Viljandi JK Tulevik  | 3 - 2    | 6 - 1     | 9 - 3             |
| 1998      | Coupe Intertoto     | Deuxième tour       | Austria Salzbourg    | 1 - 0    | 1 - 3     | 2 - 3             |
| 2000-2001 | Ligue des champions | Troisième tour Q    | Galatasaray SK       | 1 - 2    | 2 - 2     | 3 - 4             |
| 2000-2001 | Coupe UEFA          | 64es de finale      | Chelsea FC           | 2 - 0    | 0 - 1     | 2 - 1             |
| 2000-2001 | Coupe UEFA          | 32es de finale      | Club Bruges          | 1 - 1    | 1 - 2     | 2 - 3             |
| 2001-2002 | Coupe UEFA          | Tour préliminaire   | FK Pelister          | 2 - 3    | 2 - 0     | 4 - 3             |
| 2001-2002 | Coupe UEFA          | 64es de finale      | Steaua Bucarest      | 2 - 1    | 1 - 1     | 3 - 2             |
| 2001-2002 | Coupe UEFA          | 32es de finale      | SC Fribourg          | 1 - 4    | 1 - 0     | 2 - 4             |
| 2002      | Coupe Intertoto     | Premier tour        | B68 Toftir           | 5 - 1    | 6 - 0     | 11 - 1            |
| 2002      | Coupe Intertoto     | Deuxième tour       | Willem II Tilburg    | 1 - 1 ap | 0 - 1     | 1 - 2             |
| 2007      | Coupe Intertoto     | Deuxième tour       | Dacia Chişinău       | 0 - 1 ap | 1 - 0     | 1 - 1 (0 - 3 tab) |
| 2013-2014 | Ligue Europa        | Barrages Q          | Spartak Moscou       | 1 - 1    | 4 - 2     | 5 - 3             |
| 2013-2014 | Ligue Europa        | Groupe A            | Valence CF           | 2 - 3    | 1 - 5     | Quatrième         |
| 2013-2014 | Ligue Europa        | Groupe A            | Swansea City         | 1 - 0    | 0 - 1     | Quatrième         |
| 2013-2014 | Ligue Europa        | Groupe A            | Kouban Krasnodar     | 2 - 0    | 0 - 4     | Quatrième         |
| 2018-2019 | Ligue Europa        | Deuxième tour Q     | Sarpsborg 08         | 2 - 1    | 0 - 1     | 2 - 2E            |
| 2020-2021 | Ligue Europa        | Troisième tour Q    | AEK Athènes          | 0 - 1    | N/A       | 0 - 1             |
| 2024-2025 | Ligue Conférence    | Deuxième tour Q     | Tobol Kostanaï       | 4 - 1    | 1 - 0     | 5 - 1             |
| 2024-2025 | Ligue Conférence    | Troisième tour Q    | Śląsk Wrocław        | 2 - 0    | 2 - 3     | 4 - 3             |
| 2024-2025 | Ligue Conférence    | Barrages Q          | Trabzonspor          | 0 - 0    | 1 - 1 ap  | 1 - 1 (5 - 4 tab) |
| 2024-2025 | Ligue Conférence    | Phase de ligue      | Cercle Bruges        | N/A      | 2 - 6     | 29e               |
| 2024-2025 | Ligue Conférence    | Phase de ligue      | ACF Fiorentina       | 2 - 4    | N/A       | 29e               |
| 2024-2025 | Ligue Conférence    | Phase de ligue      | Larne FC             | N/A      | 2 - 1     | 29e               |
| 2024-2025 | Ligue Conférence    | Phase de ligue      | TSC Bačka Topola     | 2 - 2    | N/A       | 29e               |
| 2024-2025 | Ligue Conférence    | Phase de ligue      | Vitória de Guimarães | 1 - 4    | N/A       | 29e               |
| 2024-2025 | Ligue Conférence    | Phase de ligue      | FC Heidenheim        | N/A      | 1 - 1     | 29e               |

## Joueurs et personnalités du club

### Entraineurs
| - 1912 - 1914 : John Reynolds - 1914 - 1917 : Paul Neumeyer et Oskar Neumeyer - 1917 - 1918 : Paul Neumeyer - 1918 - 1919 : Paul Neumeyer et Konrad Ehrbar - 1919 - 1920 : Paul Neumeyer, Sever Haag, Otto Heim et Hans Frey - 1920 - 1920 : Bill Townley - 1920 - 1921 : Sever Haag et Otto Heim - 1921 - 1922 : Sever Haag et Konrad Ehrbar - 1922 - 1922 : Leopold Grundwald - 1922 - 1923 : Sever Haag, Konrad Ehrbar et Hans Baumgartner - 1923 - 1925 : Bill Townley (juillet - février) - 1925 - 1925 : Sever Haag et Konrad Ehrbar (février - juillet) - 1925 - 1926 : Sever Haag et Paul Neumeyer - 1926 - 1926 : Joe Croisier (juillet - décembre) - 1926 - 1927 : Ignaz Baumgartner et Viktor Goldfarb (décembre - juillet) - 1927 - 1928 : Ignaz Baumgartner, Viktor Goldfarb et Fidel Prinz - 1928 - 1929 : W. Wilson - 1928 - 1929 : M. Higgins - 1928 - 1929 : Otto Heim et Franz Krüsi - 1929 - 1931 : Bert Hintermann - 1931 - 1932 : Bert Hintermann et Konrad Ehrbar - 1932 - 1933 : Eduard Lieb, Fischer et Fidel Prinz - 1933 - 1934 : Walter Eckert - 1934 - 1938 : Norman Smith - 1938 - 1942 : Béla Volentik - 1942 - 1943 : Gusti Lehmann et Fidel Prinz - 1943 - 1945 : Gusti Lehmann - 1945 - 1949 : James Townley - 1949 - 1951 : Bob Kelly - 1951 - 1952 : Fritz Hack | - 1952 - 1954 : Friedrich Kerr - 1954 - 1954 : Fidel Prinz - 1954 - 1955 : Josef Schäffer, Hans Berger et Fidel Prinz - 1955 - 1957 : Erich Haag - 1957 - 1960 : Donald Graham - 1960 - 1963 : Josef Lachermeier - 1963 - 1964 : Otto Pfister - 1964 - 1965 : Otto Pfister et Walter Eugster - 1965 - 1966 : Otto Pfister - 1966 - 1967 : Virgil Popescu - 1967 - 1968 : René Brodmann - 1968 - 1968 : René Brodmann et Max Barras (juillet - décembre) - 1968 - 1968 : Albert Sing (décembre - décembre) - 1968 - 1970 : Albert Sing et Walter Eugster (décembre - mars) - 1970 - 1970 : Hansruedi Führer et Walter Eugster (mars - juillet) - 1970 - 1971 : Željko Perušić et Walter Eugster - 1971 - 1974 : Željko Perušić et Kurt Schadegg - 1974 - 1975 : Kurt Schadegg - 1975 - 1981 : Willy Sommer - 1981 - 1985 : Helmuth Johannsen - 1985 - 1986 : Werner Olk - 1986 - 1987 : Uwe Klimaschewski (juillet - mars) - 1987 - 1988 : Markus Frei (mars - septembre) - 1988 - 1991 : Kurt Jara (septembre - juillet) - 1991 - 1992 : Heinz Bigler - 1992 - 1993 : Leen Looijen - 1993 - 1996 : Uwe Rapolder - 1996 - 1999 : Roger Hegi (juillet - janvier) - 1999 - 2002 : Marcel Koller (janvier - janvier) - 2002 - 2002 : Gérard Castella (janvier - septembre) | - 2002 - 2002 : Thomas Staub (septembre - décembre) - 2002 - 2005 : Heinz Peischl (décembre - juillet) - 2005 - 2006 : Ralf Loose (juillet-avril) - 2006 - 2007 : Rolf Fringer - 2007 - 2008 : Krasimir Balakov - 2008 - 2011 : Uli Forte - 2011 - 2015 : Jeff Saibene - 2015 - 2017 : Josef Zinnbauer - 2017 - 2018 : Giorgio Contini - 2018 - 2018 : Borislav Kuzmanović (ad interim) - 2018 - 2024 : Peter Zeidler - depuis 2024 : Enrico Maaßen |